# Щастя Андруса
«Щастя Андруса» — радянський кольоровий художній фільм 1955 знятий на кіностудії «Ленфільм» режисером Гербертом Раппапортом. Екранізація роману Ганса Леберехта «Капітани». Кінодебют Юрі Ярвета.
Прем'єра фільму відбулася 18 липня 1955 року.

## Сюжет
Андрус із села Ранак мріє стати капітаном, але не може вступити до морського училища. Випадково він потрапляє на роботу на великий газовий завод в Іда-Вірумаа. Працюючи налагоджувачем, він виявив «вузькі» місця в у виробничому процесі та пропонує інновації для підвищення продуктивності праці. Головний інженер заводу спочатку не може зрозуміти планів і пропозицій молодого співробітника в модернізації виробничого процесу. Керівництво також не погоджується з планами молодого технолога Коппеля. Андрус, новатор виробництва, починає підтримувати інноваційні проєкти прогресивного Копеля та публічно вступає на його захист. Поведінка Андруса створює у колективі суперечливі думки. Старий робітник Вага та його донька Лінда намагаються згладити розбіжності. Андрус знаходить своє щастя в роботі, у колективі та у взаємній прихильності до Лінди.

## В ролях
- Енн Адуссон — Андрус (дублював В. Авдюшка)
- Антс Лаутер — Арулайд (дублював Я. Біленький)
- Іта Евер — Реєт (дублювала Л. А. Маратова)
- Хуго Лаур — Вааг (дублював М. М.). Колесников)
- Рут Пераметс — Лінда (дублювала А. А. Харитонова)
- Лінда Тубін — Мільде (дублювала І. Чувельова)
- Калью Ваха — Копель, технолог (дублював Я. Янакієв)
- Лембіт Еельмяе — Лутс (дублював П. П.). Шпрінгфельд)
- Рудольф Нууде — Раннап (дублював М. М. Бернес)
- Кальйо Кійськ — Тедер (дублював В. В.). Сударєв)
- Яанус Оргулас — Віллу (дублював І. Гуров)
- Марьо Маазінг — Вайке
- Юрі Ярвет — Роберт
- Ельза Пант — продавчиня
- Еві Рауер-Сіккель — мати Андруса
- Арно Суурорг — епізод
- Ільмар Таммур — епізод
- Ейнарі Копель — епізод
- Калью Караск — епізод
- Арво Круусемент — епізод
- Каарел Ірд — епізод
- Лінда Руммо — епізод

## Знімальна група
- Режисер — Герберт Раппапорт
- Сценаристи — Ганс Леберехт
- Оператор — Сергій Іванов, Генріх Маранджян
- Композитор — Еуген Капп, Борис Кирвер
- Художник — Віктор Волін